# Anton Becker (Politiker, 1883)
Anton Becker (* 19. April 1883 in Stoßdorf; † 12. April 1965 in Geesthacht) war ein deutscher Politiker (KPD).

## Leben und Beruf
Becker war zunächst Landarbeiter und später Dreher von Beruf. Er kam vor 1914 nach Hamburg. 1943 zog er vorübergehend nach Düsseldorf, kehrte nach dem Zweiten Weltkrieg aber nach Norddeutschland zurück und ließ sich in Dassendorf nieder.

## Partei
Becker gehörte zunächst der SPD an, wechselte aber später zur USPD über. Mit der Mehrheit der USPD schloss er sich 1920 der KPD an. Seit 1925 gehörte er der Bezirksleitung Wasserkante der KPD an. Im Oktober 1926 wurde er Vorsitzender des Arbeitslosen-Komitees für den Bezirk Wasserkante und war auch Herausgeber der KPD-Zeitung Der Arbeitslose. 1931 zog er sich von allen politischen Ämtern zurück. Nach 1945 war er wieder für die KPD aktiv und kandidierte 1949 vergeblich zum Deutschen Bundestag.

## Abgeordneter
Becker gehörte von 1926 bis 1931 für die KPD der Hamburgischen Bürgerschaft an.